# Charles Nelson (Filmeditor)
Charles Nelson (* 15. April 1901 in Schweden; † 19. Januar 1997 in Los Angeles) war ein US-amerikanischer Filmeditor.

## Leben
Charles Nelson stand ab 1937 bei Columbia Pictures als Filmeditor unter Vertrag und sorgte in den darauffolgenden Jahren vorerst bei zahlreichen B-Filmen für den Filmschnitt. Ab 1943 wurde er auch mit größeren Filmproduktionen betraut, darunter Zoltan Kordas Kriegsfilm Sahara (1943) mit Humphrey Bogart und Charles Vidors Film noir Gilda (1946) mit Rita Hayworth und Glenn Ford. Ab 1955 arbeitete er besonders häufig mit Regisseur Richard Quine zusammen. Zu ihren gemeinsamen Produktionen zählen unter anderem Meine Braut ist übersinnlich (1958), Mit mir nicht, meine Herren (1959) und Fremde, wenn wir uns begegnen (1960).
Im Jahr 1946 erhielt Nelson seine erste Oscar-Nominierung in der Kategorie Bester Schnitt für Charles Vidors Filmbiografie Polonaise (1945) mit Merle Oberon und Paul Muni in den Hauptrollen. 1956 erhielt er zusammen mit William A. Lyon den Oscar für Picknick (1955), ein in einer Kleinstadt spielendes Filmdrama mit William Holden und Kim Novak. Für die Westernkomödie Cat Ballou – Hängen sollst du in Wyoming (1965) mit Jane Fonda wurde Nelson 1966 ein weiteres Mal für den Oscar nominiert.
Im Jahr 1970 zog sich Charles Nelson aus dem Filmgeschäft zurück. 1992 wurde er für sein Lebenswerk mit dem Career Achievement Award von der Gesellschaft der American Cinema Editors ausgezeichnet.

## Filmografie (Auswahl)
- 1940: Babies for Sale – Regie: Charles Barton
- 1941: Das Gesicht hinter der Maske (The Face Behind the Mask) – Regie: Robert Florey
- 1941: Blondie in Society – Regie: Frank R. Strayer
- 1942: Flight Lieutenant – Regie: Sidney Salkow
- 1942: Blondie’s Blessed Event – Regie: Frank R. Strayer
- 1942: A Night to Remember – Regie: Richard Wallace
- 1943: Sahara – Regie: Zoltan Korda
- 1944: None Shall Escape – Regie: André De Toth
- 1945: Polonaise (A Song to Remember) – Regie: Charles Vidor
- 1946: Gilda – Regie: Charles Vidor
- 1946: Sambafieber (The Thrill of Brazil) – Regie: S. Sylvan Simon
- 1947: The Guilt of Janet Ames – Regie: Henry Levin
- 1948: Der Richter von Colorado (The Man from Colorado) – Regie: Henry Levin
- 1948: Liebesnächte in Sevilla (The Loves of Carmen) – Regie: Charles Vidor
- 1949: Flitterwochen mit Hindernissen (Tell It to the Judge) – Regie:Norman Foster
- 1949: Banditen am Scheideweg (The Doolins of Oklahoma) – Regie: Gordon Douglas
- 1949: Die Braut des Maharadscha (Song of India) – Regie: Albert S. Rogell
- 1950: Die ist nicht von gestern (Born Yesterday) – Regie: George Cukor
- 1950: Die Männerfeindin (A Woman of Distinction) – Regie: Edward Buzzell
- 1951: Die Spur führt zum Hafen (The Mob) – Regie: Robert Parrish
- 1951: Zwei von einer Sorte (Two of a Kind) – Regie: Henry Levin
- 1951: Mann im Sattel (Man in the Saddle) – Regie: André De Toth
- 1952: Happy-End … und was kommt dann? (The Marrying Kind) – Regie: George Cukor
- 1952: Budapest antwortet nicht (Assignment – Paris!) – Regie: Robert Parrish
- 1953: Diese Frau vergißt man nicht (Let’s Do It Again) – Regie: Alexander Hall
- 1953: Heißes Eisen (The Big Heat) – Regie: Fritz Lang
- 1954: Die unglaubliche Geschichte der Gladys Glover (It Should Happen to You) – Regie: George Cukor
- 1954: Eine glückliche Scheidung (Phffft) – Regie: Mark Robson
- 1955: Meine Schwester Ellen (My Sister Eileen) – Regie: Richard Quine
- 1955: Picknick (Picnic) – Regie: Joshua Logan
- 1956: Die Frau im goldenen Cadillac (The Solid Gold Cadillac) – Regie: Richard Quine
- 1957: Selten so gelacht (Operation Mad Ball) – Regie: Richard Quine
- 1958: Jakobowsky und der Oberst (Me and the Colonel) – Regie: Peter Glenville
- 1958: Meine Braut ist übersinnlich (Bell, Book and Candle) – Regie: Richard Quine
- 1959: Mit mir nicht, meine Herren (It Happened to Jane) – Regie: Richard Quine
- 1959: Der Zorn des Gerechten (The Last Angry Man) – Regie: Daniel Mann
- 1960: Fremde, wenn wir uns begegnen (Strangers When We Meet) – Regie: Richard Quine
- 1960: Auf schrägem Kurs (The Wackiest Ship in the Army) – Regie: Richard Murphy
- 1961: Der Teufel kommt um vier (The Devil at 4 O’Clock) – Regie: Mervyn LeRoy
- 1962: Noch Zimmer frei (The Notorious Landlady) – Regie: Richard Quine
- 1963: Bye Bye Birdie – Regie: George Sidney
- 1964: Leih mir deinen Mann (Good Neighbor Sam) – Regie: David Swift
- 1965: Cat Ballou – Hängen sollst du in Wyoming (Cat Ballou) – Regie: Elliot Silverstein
- 1966: Leise flüstern die Pistolen (The Silencers) – Regie: Phil Karlson
- 1970: Barquero – Regie: Gordon Douglas

## Auszeichnungen
- 1946: Oscar-Nominierung in der Kategorie Bester Schnitt für Polonaise
- 1956: Oscar in der Kategorie Bester Schnitt zusammen mit William A. Lyon für Picknick
- 1966: Oscar-Nominierung in der Kategorie Bester Schnitt für Cat Ballou – Hängen sollst du in Wyoming
- 1992: Career Achievement Award der American Cinema Editors für sein Lebenswerk